# Plectris bonariensis
Plectris bonariensis är en skalbaggsart som beskrevs av Bruch 1909. Plectris bonariensis ingår i släktet Plectris och familjen Melolonthidae. Inga underarter finns listade i Catalogue of Life.